# Schnellläufer (Meteorologie)
Ein Schnellläufer ist ein besonders kräftiges Randtief, welches sich an der Kaltfront eines Zentraltiefs bildet.

## Entstehung
In der Westwindzone, die von den USA über den Atlantik und Europa bis nach Asien reicht, ziehen große Hochdruckgebiete und Tiefdruckgebiete ostwärts, die Tiefs dabei in der Regel weiter nördlich als die Hochdruckgebiete. 
Da die Luftdruckunterschiede mit zunehmender Temperaturdifferenz zwischen kalten und warmen Luftmassen steigen, sind das südlich gelegene Azorenhoch und das nördlich gelegene Islandtief im Frühjahr und im Herbst am kräftigsten und damit die Druckdifferenzen am größten, denn
- im Frühjahr ist es im Norden noch kalt und im Süden schon relativ warm
- im Herbst dagegen ist es im Norden schon kalt und im Süden noch relativ warm.

Die Grenze zwischen den kalten Luftmassen im Norden und den warmen im Süden bezeichnet man in der Meteorologie als „Polarfront“.
Entlang der Frontalzone ziehen immer wieder Tiefdruckgebiete ostwärts, die auf ihrer Vorderseite zunächst eine Warmfront, dann im weiteren Verlauf eine Kaltfront mit sich führen. Je stärker die Tiefdruckgebiete, desto kürzer die Zeit, bis die Kaltfront die Warmfront eingeholt hat und es zur Okklusion kommt.
Da die Warmfront noch einmal die Zufuhr der warmen Luftmassen verstärkt (daher ihr Name), erhöht sich noch einmal die ohnehin hohe Temperaturdifferenz zu den kalten Luftmassen hinter der Kaltfront. Dadurch kann sich an der Kaltfront besonders markanter Tiefdruckgebiete ein besonders kräftiges Randtief bilden. Ein solches Tief nennt man Schnellläufer.

## Auswirkungen
Schnellläufer bringen wegen der höheren Temperatur- und Luftdruckdifferenzen deutlich markantere Wettererscheinungen mit sich, z. B. starke Stürme und Niederschläge. Sie sind für Meteorologen kaum berechenbar. Da ein Schnellläufer die beteiligten Luftmassen kräftig durcheinanderwirbelt und in rascher Abfolge Fronten über das betroffene Gebiet ziehen, können sich weitere Tiefdruckkerne bilden, die manchmal spiralförmig um den Kern des Schnellläufers herum organisiert sind.

## Beispiel aus der Vergangenheit
Der wohl berühmteste Schnellläufer in der Geschichte war der Orkan „Vincinette“, der in Hamburg am 16. Februar 1962 eine Sturmflut verursachte.